# Ouragan Zeta
Pour les articles homonymes, voir Cyclone tropical Zeta.
L’ouragan Zeta ({\displaystyle \zeta }) est le 28e système tropical, la 27e tempête tropicale, le 11e ouragan et le 5e ouragan majeur à se former durant la saison cyclonique 2020 dans l'océan Atlantique nord. Il a battu le 25 octobre le record de la 27e tempête nommée le plus hâtivement durant une saison atlantique par plus d'un mois, record qui était détenu jusque-là par l'ouragan Epsilon de 2005 qui fut nommée un 29 novembre.
Zeta s'est formé dans la mer des Caraïbes le 24 octobre d'une zone orageuse surveillée depuis le 15 par le National Hurricane Center. Le système a suivi une trajectoire assez similaire à l'ouragan Delta au début octobre et toucha l'est de la péninsule du Yucatán durant la nuit du 26 au 27 octobre à la catégorie 1 de l'échelle de Saffir-Simpson. Il traversa ensuite le golfe du Mexique avant de frapper la Louisiane le soir du 28 octobre à la catégorie 3. Par la suite, le système a continué vers le nord-est tout en faiblissant pour finalement devenir un cyclone extratropical sur la Virginie le lendemain. Cette dernière a poursuivi vers l'est-nord-est pour déboucher sur l'Atlantique, passant au sud de New York. Elle transita rapidement au sud des provinces de l'Atlantique canadiennes le 30 octobre et par la suite, l'ex-Zeta s'est dirigée vers le nord de l'Europe.
Parmi les records que Zeta a égalé ou dépassé, on peut noter que c'est la cinquième tempête nommée à toucher la Louisiane en 2020, avec Cristobal, Marco, Laura et Delta, battant le record de la saison 2002,. Ce fut également la onzième tempête nommée à affecter les États-Unis, renversant le record établi par l'ouragan Delta moins d'un mois plus tôt, ainsi que le 6e ouragan à le faire, égalant le record de la saison 1985,.
Le précurseur de Zeta a laissé des fortes pluies et fait deux morts en Jamaïque. Des vents violents et l'onde de tempête ont causé des dégâts sur la péninsule du Yucatán mais aucun décès. De même, les intempéries ont frappé le sud-est des États-Unis et fait au moins six morts.

## Évolution météorologique

Boucle satellitaire de Vingt-Huit.

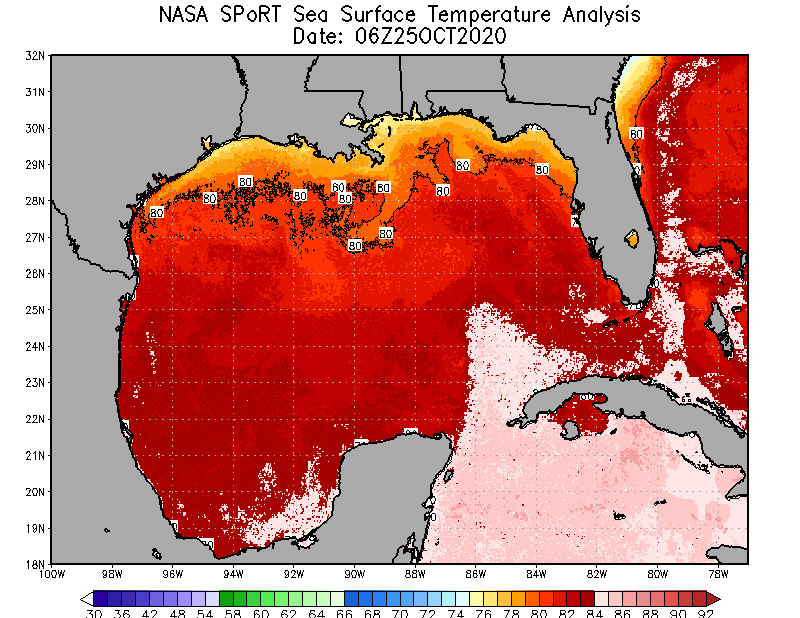
Température de surface très favorable dans le golfe du Mexique (25 à) et dans le nord de la mer des Caraïbes (et plus) au 25 octobre.

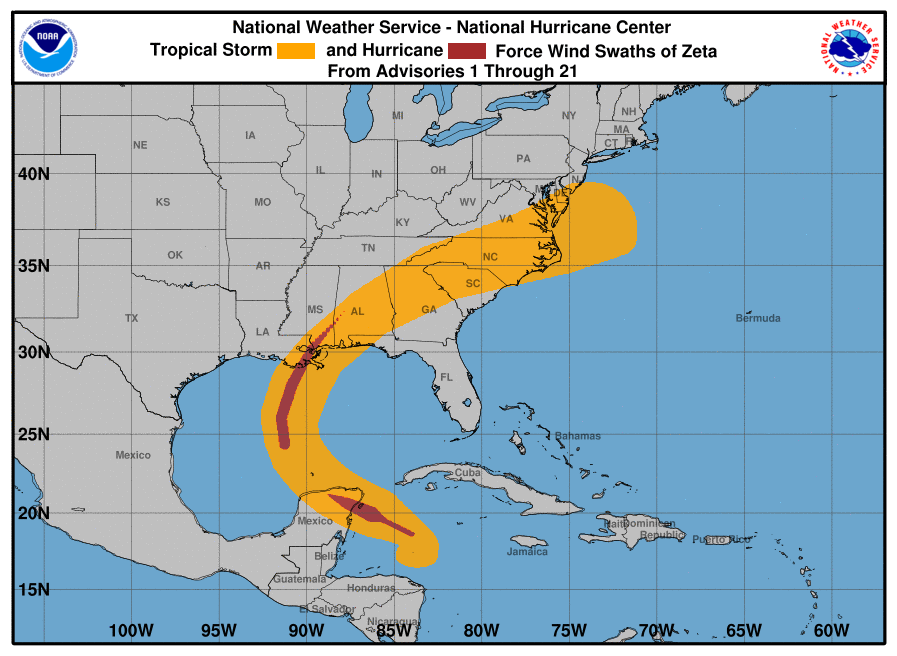
Corridor de vents de tempête (orange) et d'ouragan (rouge) avec le cyclone.

Depuis la mi-octobre, le NHC suivait plusieurs zones de convection ayant un potentiel de développement dans la mer des Caraïbes. Le 23 octobre en matinée, l'une d'elles est devenue mieux organisée et la probabilité de formation d'un système tropical augmenta à 60 %. À 21 h UTC, le 24 octobre, le NHC émit son premier avis concernant la dépression tropicale Vingt-Huit, située à 405 km au sud-sud-est de la pointe ouest de Cuba. Une veille de tempête tropicale fut alors émise pour la Province de Pinar del Río. Tôt le 25 octobre, la dépression se renforça légèrement, alors qu'elle était stationnaire, à 380 km à l'est sud est de la pointe ouest de Cuba. La veille de tempête tropicale en vigueur à Cuba fut augmentée au niveau d'alerte de tempête tropicale, et une veille de tempête tropicale fut émise pour une partie de la Péninsule du Yucatán, depuis Tulum jusqu'à Río Lagartos, incluant l'Île de Cozumel.
À 6 h UTC, Vingt-Huit s'intensifia en tempête tropicale, que le NHC nomma Zeta, à 415 km à l'est-sud-est de Cozumel. Six heures plus tard, la veille de tempête tropicale en vigueur pour la péninsule du Yucatán fut élevée au niveau de veille d'ouragan, alors que Zeta était toujours quasi-stationnaire, à 445 km au sud-est de Cozumel. Par la suite, Zeta s'intensifia lentement tout en commençant à se déplacer vers le nord-ouest.
À 19 h 10 UTC, le 26 octobre, le rapport d'un avion de reconnaissance a permis d'établir que la tempête était devenue le onzième ouragan de la saison 2020, alors qu'elle se trouvait à 170 km au sud-est de Cozumel. Deux heures plus tard, les veilles cycloniques furent étendues à la côte de la Louisiane jusqu'au panhandle de Floride.
À 0 h 10 UTC le 27, Zeta toucha la côte près de Tulum, à Ciudad Chemuyil, avec des vents estimés de 130 km/h. L'ouragan traversa l'extrême est de la péninsule du Yucatán et en ressorti à l'est de Progreso (Mexique) vers 12 h UTC, ayant perdu un peu d'intensité et être retombé à tempête tropicale. À 21 h UTC, le système est même descendu à des vents soutenus de seulement 100 km/h et une pression centrale de 984 hPa sur le sud du golfe du Mexique.
Cependant, les conditions de température de surface du golfe du Mexique et d'un faible cisaillement lui ont permis de redevenir un ouragan durant la nuit suivante. À 12 h UTC le 28 octobre, Zeta avait même surpassé son intensité antérieure alors qu'il était rendu à seulement 430 km du delta du Mississippi. Son œil avait un diamètre de 50 à 55 km, les vents de tempête s'étendaient jusqu'à 240 km du centre et ceux d'ouragan à 55 km.
Ses précipitations atteignirent la Louisiane en mi-journée et à 18 h UTC, Zeta fut reclassé à la catégorie 2 à 235 km au sud-ouest du delta. À 21 h UTC, l'ouragan a touché la côte de la Louisiane près de Cocodrie à 100 km au sud-sud-ouest de La Nouvelle-Orléans à la catégorie 3. Ses vents soutenus furent évalué alors à 175 km/h et la pression centrale de 970 hPa, selon le rapport d'un avion de reconnaissance et les données satellitaires, mais le vent fut rehaussé à 185 km/h dans le rapport final,. Quelques heures plus tard, lors du passage de l'œil à Slidell près de La Nouvelle-Orléans, une pression de 975,9 hPa fut enregistrée au bureau du National Weather Service.

Transition extratropicale de Zeta.

L'intensification rapide qui s'est produite dans les derniers 6 heures avant de toucher la côte, passant de 80 à 95 nœuds, est non seulement dû à la chaude température de surface du golfe du Mexique mais également à une interaction favorable avec un creux barométrique d'altitude situé à quelques centaines de kilomètres à l'ouest-nord-ouest de l'ouragan.
Une fois entré dans les terres, Zeta s'est dirigé rapidement vers le nord-est. Il est passé sur le sud du Mississippi et est redescendu au niveau de tempête tropicale à 6 h UTC le 29 octobre au-dessus de l'Alabama. À 12 h UTC, elle était déjà rendue dans l'ouest de la Caroline du Nord, se déplaçant à 63 km/h, et avait entamé sa transition post-tropicale. À 18 h UTC, la tempête est devenue un cyclone extratropical sur le centre de la Virginie avec des vents soutenus d'encore 85 km/h.
À 21 h UTC, le NHC a émis son dernier bulletin pour l'ex-Zeta qui était rendu à 35 km à l'ouest sud-ouest de Cape May (New Jersey). Le système a ensuite donné de la pluie se changeant en accumulations significatives de neige dans le sud de la Nouvelle-Angleterre après avoir fusionné avec un front froid. La dépression s'est ensuite rapidement dirigée vers l'Atlantique Nord, passant au sud de Terre-Neuve le matin du 30 octobre. Par la suite, elle a filé vers le nord de l'Europe en fusionnant avec d'autres systèmes dépressionnaires. L'ex-Zeta est passée au nord de l'Écosse le 1er novembre et a atteint la Scandinavie le lendemain,.

## Impact

### Bilan humain et matériel
| État       | Décès directs | Décès indirects | Dommages ($US) |
| ---------- | ------------- | --------------- | -------------- |
| Jamaïque   | 2             | 0               | 13,7 millions  |
| Mexique    | 0             | 0               | N/D            |
| États-Unis | 6             | 0               | >3,2 milliards |
| Total      | 8             | 0               | >3,2 milliards |
| Total      | 8             |                 | >3,2 milliards |

En Jamaïque, un homme et sa fille ont été tués après qu'un glissement de terrain, causé par les forts orages associés au précurseur de Zeta, a frappé la maison de la famille le 24 octobre.
À Biloxi (Mississippi), un homme a été retrouvé mort noyé à la marina de Broadwater le 28 octobre après avoir été pris au piège par la montée des eaux alors qu'il filmait la tempête,. Une autre personne a été électrocutée par des lignes électriques tombées au sol à la Nouvelle-Orléans et une autre a été hospitalisée après qu'un toit se soit effondré sur un bâtiment,.
En Alabama, une personne est décédée lorsqu'un arbre est tombé sur une maison mobile dans le comté rural de Clarke.
À Acworth (Géorgie), un grand chêne a été déraciné et est tombé sur une maison mobile, tuant un homme. Deux autres adultes et un enfant se trouvaient à la maison au moment de l'incident mais n'ont pas été blessés. Deux autres personnes à Buford (Géorgie) sont également mortes à la suite de la chute d'un arbre sur leur maison.
Selon l'entreprise de réassurance Aon, les dégâts causé par Zeta furent estimés à >3,2 milliards $US aux États-Unis et quelques dizaines de millions $US en Jamaïque et au Mexique.

### Jamaïque et îles Caïmans
Des avertissements de crue soudaine ont été émis pour certaines parties de la Jamaïque et des îles Caïmans lors de la formation de Zeta. Les pluies du précurseur ont ensuite causé des inondations et glissements de terrain. Le premier ministre du pays, Andrew Holness, estimait les dégâts à 2 milliards $J (13,7 millions $US).

### Mexique
Au Quintana Roo, les gens se remettaient toujours du passage de la tempête tropicale Gamma et de l'ouragan Delta au début d'octobre. Le gouvernement de l'État a mis en place plusieurs abris pour les résidents et les touristes, tandis que le transport était suspendu. Des pannes de courant et des dommages causés par des arbres abattus furent signalés le long de sa trajectoire. Les vagues déferlantes ont détruit de nombreux nids de tortues sur Playa Ballenas à Cancún, laissant des œufs éparpillés le long de la plage.
Les aéroports, les hôpitaux et les centres de santé ont continué de fonctionner et des opérations étaient en cours le 27 au matin pour rétablir les services publics dans certaines villes et certains quartiers. Le passage de Zeta n’a pas fait de victimes dans l’État, selon le gouverneur Carlos Joaquin.

### Golfe du Mexique
L'ouragan a entraîné la fermeture de 16 % des plateformes du Golfe du Mexique selon la compagnie de courtage Phillip Futures.

### États-Unis
Pas moins de 2,6 millions de foyers et d'entreprises ont perdu de l'électricité dans sept États, surtout en Louisiane, au Mississippi, en Alabama et en Géorgie. Il s'agit de plus de 542 000 clients dans toute la partie sud-est de la Louisiane, plus de 167 000 au Mississippi et plus de 105 000 en Alabama. Finalement, la Géorgie a connu le plus de pannes avec plus d'un million de clients sans électricité.

#### Alabama, Louisiane et Mississippi

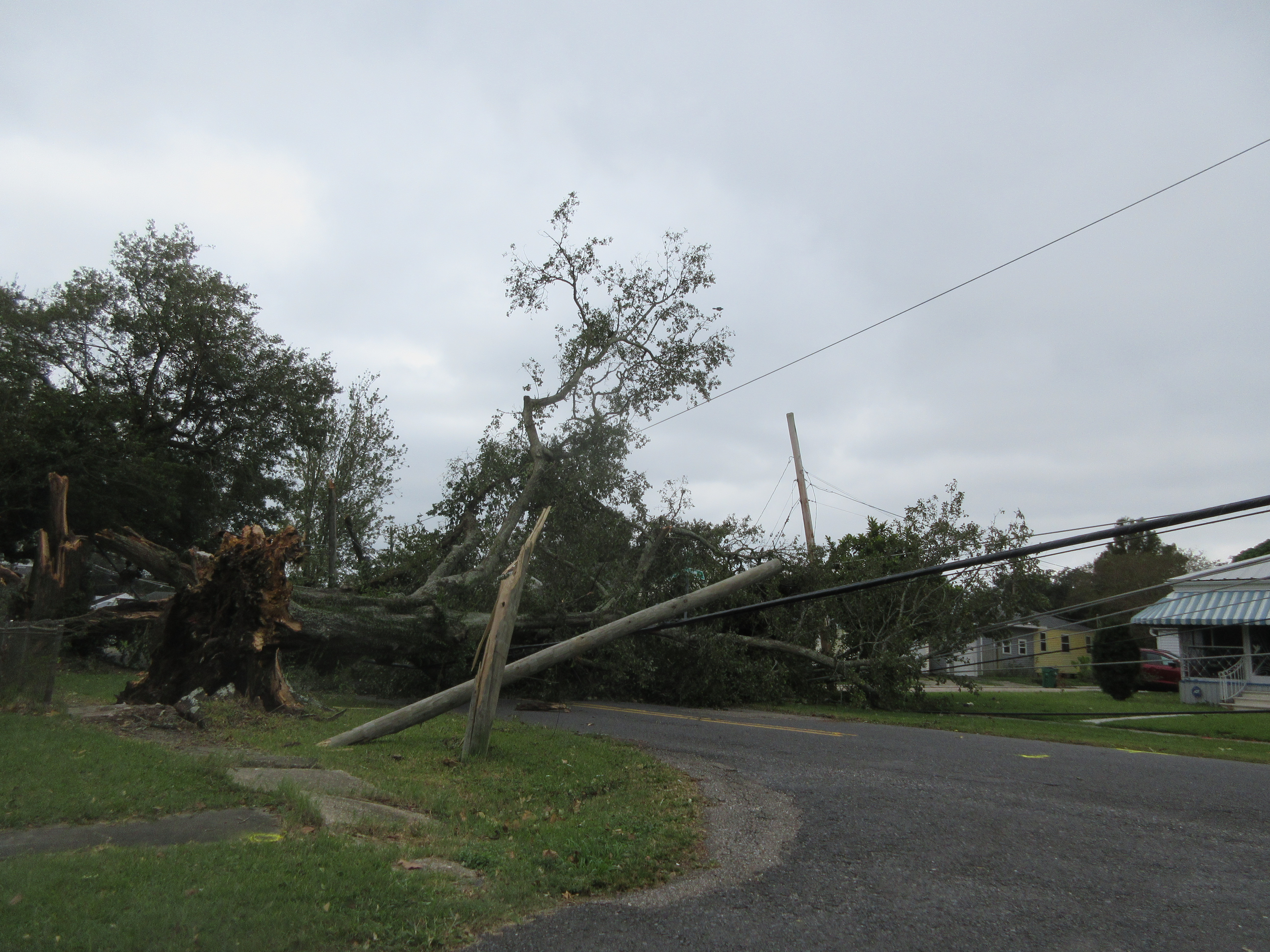
Dégâts dans la paroisse de Jefferson (Louisiane).

Le 26 octobre, le gouverneur de la Louisiane, John Bel Edwards, a décrété l' état d'urgence pour tout l'État. Les autorités de la ville de Grand Isle ont émis une évacuation obligatoire le 27 octobre et une évacuation volontaire fut ordonnée pour Jean Lafitte le même jour. Au Mississippi, les autorités ont annoncé la fermeture des écoles des villes côtières dont Pascagoula, Gautier, Biloxi et Long Beach pour les 28 et 29 octobre.
En Louisiane, une station météo non officielle à Golden Meadow a signalé des vents soutenus de 151 km/h et une rafale de 177 km/h juste après que le centre de Zeta ait touché la côte. Une autre station en terrain surélevée à Bayou Bienvenue a signalé des vents soutenus de 142 km/h et une rafale à 180 km/h une heure plus tard. Au Mississippi, une station du National Ocean Service rapporté des vents soutenus de 129 km et des rafales de 167 km deux heures plus tard. En Alabama, des vents forts ont frappé Mobile, qui se remettait toujours de l'ouragan Sally du mois précédent. L'aéroport régional a signalé des vents soutenus de 78 km/h et une rafale 146 km/h, alors que l'USS Alabama a rapporté des vents soutenus de 103 km/h,
En Louisiane, le gouverneur John Bel Edwards a déclaré que le vent avait causé d'importants dommages structurels. Le long de la côte de la Louisiane, il y a eu des rapports selon lesquels des remorques ont été retournées, une station-service détruite et des arbres furent abattus. Une grande partie de la Nouvelle-Orléans et des environs était sans électricité après le passage de Zeta. Les responsables ont déclaré qu'une personne avait été hospitalisée pour des blessures mineures après l'effondrement d'une structure et la chute de plus de 200 arbres fut signalée. De nombreuses lignes de services publics ont été abattues à Houma et une onde de tempête a inondé la route d'État no 1 de Louisiane à Golden Meadow tout en y drossant un bateau. Dans la paroisse de Jefferson, Zeta a franchi trois digues majeures à Grand Isle.
Au Mississippi, pas moins de 1,50 mètre d'eau entouraient un casino à Biloxi à cause d'une onde tempête 2,49 m le long de la côte et des policiers du comté de Harrison ont reçu plusieurs appels de personnes qui étaient restées dans des maisons mobiles menacées par les vents. Deux tornades mineures ont été rapportées par le National Weather Service à Brooksville, cassant des arbres et des poteaux électriques.
En Alabama, une station du National Ocean Service au pont du Bayou La Batre a signalé une onde de tempête de 2,10 m. Des rafales de vent jusqu'à 97 km/h ont été enregistrées à la frontière Géorgie/Alabama, près de Piedmont (Alabama).

#### Géorgie et Floride
Une rafale de 84 km/h a été observée à Pensacola dans l'extrême ouest du panhandle de Floride. La tempête a traversé le nord de la Géorgie dans la nuit du 28 au 29, provoquant des impacts majeurs, en particulier dans la région métropolitaine d'Atlanta. Plus d'un demi-million de personnes étaient encore sans électricité au matin du 29 en Géorgie.

#### Ailleurs

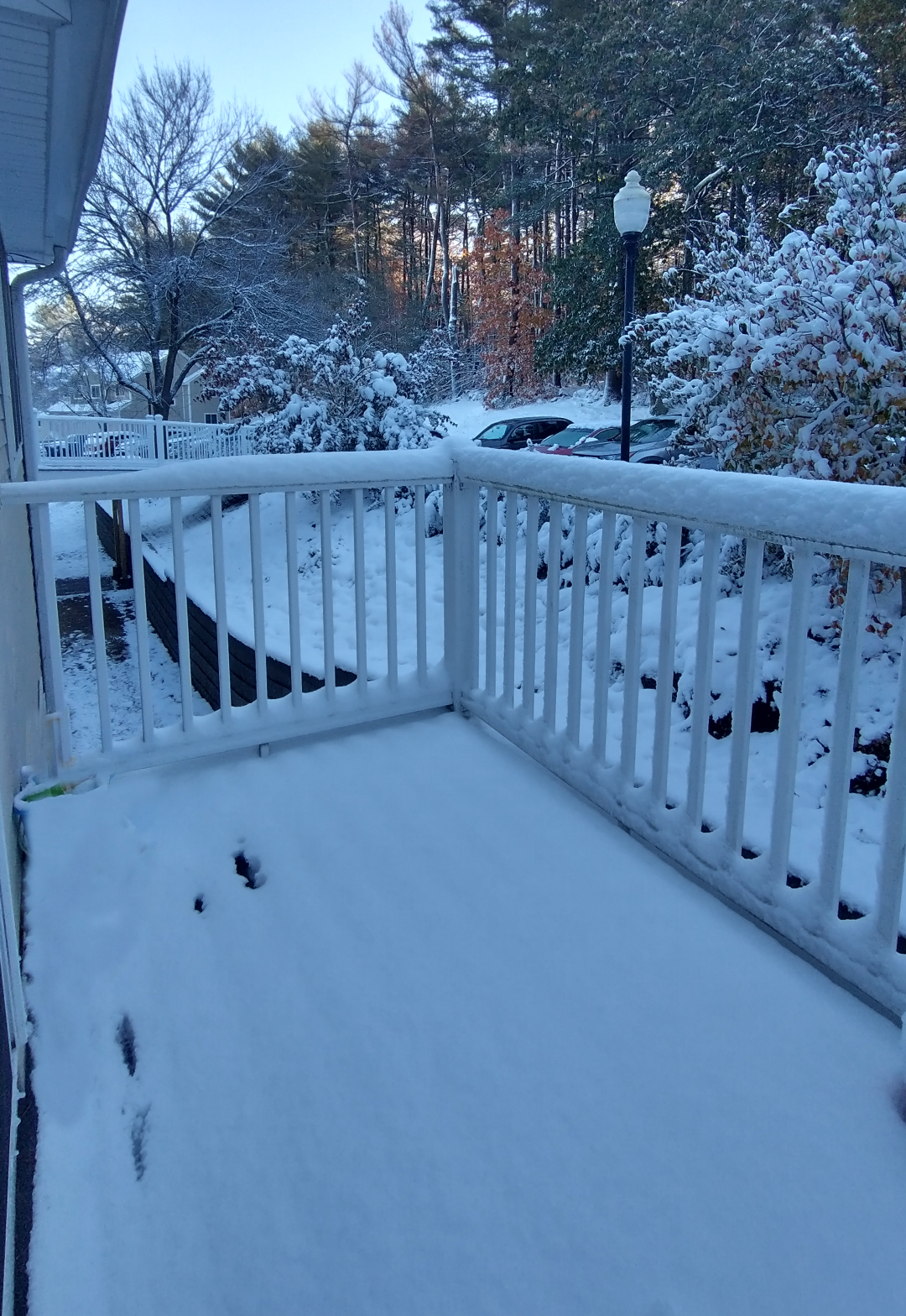
Neige à Lexington (Massachusetts) avec l'ex-Zeta.

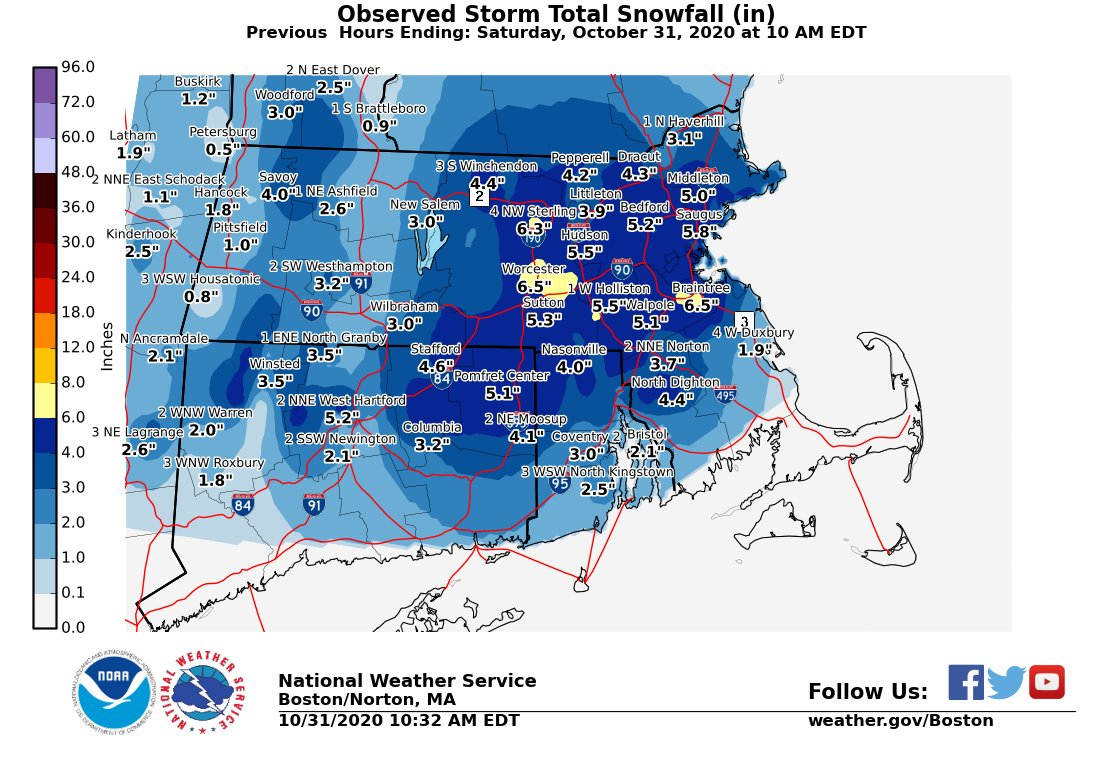
Une carte des chutes de neige de Zeta dans le sud de la Nouvelle-Angleterre.

En Caroline du Nord, des vents soutenus de force de tempête tropicale ont soufflé sur l'État. Une rafale de 131 km/h a été signalé à Cashiers ainsi que des rafales de 82 km/h à l'aéroport international de Greensboro Piedmont Triad,. Un vent soutenu de 82 km/h et une rafale à 116 km/h ont également été signalé à une station de Conway, à l'est de Roanoke Rapids.
Alors que la tempête se dirigeait au large, des rafales à 74 km/h furent signalées à Ocean City (Maryland). Dans le sud de la Nouvelle-Angleterre, un front froid descendant du nord-ouest a interagit avec l'ex-Zeta. L'humidité additionnelle a donné de bonnes quantités de neige avec la plus grande d'accumulation enregistrée de 7,6 pouces (19 cm) à Grafton (Massachusetts),. La tempête de neige a également rendu les routes glissantes, causant de nombreux accidents, au Massachusetts.

### Europe
La tempête des latitude moyenne qu'est devenu l'ex-Zeta a traversé le Royaume-Uni du 1er au 2 novembre, moins d'un jour après que la tempête Aiden eut frappé le pays. En raison du risque de nouvelles pluies abondantes dans les zones précédemment touchées, l'Agence pour l'environnement a émis plus de 40 alertes d'inondation avant l'arrivée des restes de l'ex-Zeta.
De fortes pluies ont provoqué le débordement de la rivière Wharfe dans le Yorkshire de l'Ouest, inondant les propriétés de la ville d'Otley, alors qu'elle culminait à 3,5 m au-dessus de son niveau moyen. L'ex-Zeta fut aussi responsable d'inondations dans le nord du pays de Galles par ses fortes pluies prolongées dans la région. Plusieurs rivières ont débordé de leurs berges. Le village de Dolgarrog a subi des dommages importants à cause des crues soudaines, dont la gare, provoquant la suspension du service ferroviaire le long de la ligne de la vallée de Conwy. À Betws-y-Coed, la route A5 fut fermée ainsi que le contournement de Dolgellau. À Trefriw, les policiers ont sauvé plusieurs résidents de maisons inondées pendant la nuit.
Des vents violents ont également perturbé le transport. Le long de la route A55 dans le nord du pays de Galles, des limitations de vitesse furent imposées sur le pont Britannia et autour du tunnel de Conwy, tandis que le pont Dyfi sur l'A487 fut fermé. L'A525 a été bloqué par des arbres tombés. L'autoroute M62 a été fermée entre Leeds et Manchester après que des vents violents eurent renversé un camion, atterrissant sur une camionnette dans la voie suivante. À l'aéroport de Birmingham, les vents violents ont causé des difficultés à l'atterrissage des avions.

## Statistiques
Zeta a égalé ou enregistré plusieurs records :
- C'est la cinquième tempête nommée à toucher la Louisiane en 2020, avec Cristobal, Marco, Laura et Delta, battant le record de la saison 2002[2],[3] ;
- Ce fut également la onzième tempête nommée à affecter les États-Unis, renversant le record établi par l'ouragan Delta moins d'un mois plus tôt, ainsi que le 6e ouragan à le faire, égalant le record de la saison 1985[3],[4] ;
- Il a égalé le record saisonnier de trois ouragans à toucher la Louisiane établi précédemment en 1860 et 2005[63] ;
- C'est la troisième tempête nommée à frapper l'État mexicain de Quintana Roo au mois d'octobre, dépassant le précédent record mensuel de deux établi en 1887 et égalé en 2005[64] ;
- Le 28 octobre, avec des vents de 155 km/h, Zeta est devenu le plus fort ouragan de l'Atlantique enregistré dans l'ouest du golfe du Mexique si tard dans l'année civile, dépassant le record précédent établi en 1912[65] ;
- Avec des vents de 185 km/h à l'arrivée en Louisiane, Zeta a également été le plus fort ouragan à avoir touché le continent américain à une date aussi tardive depuis 1899[66] ;
- L'œil est passé directement au-dessus de la Nouvelle-Orléans en tant qu'ouragan de catégorie 2 avec des vents soutenus de 105 mi/h (169 km/h), faisant de ce cyclone le plus intense des annales à passer directement au-dessus de la ville[67].